# غلين يونغ
غلين يونغ (بالإنجليزية: Glenn Young)‏ هو لاعب كرة قدم أمريكية أمريكي، ولد في 22 ديسمبر 1929 في وودستوك في الولايات المتحدة، وتوفي في 13 أكتوبر 2013.

## وصلات خارجية
- غلين يونغ على موقع مرجع كرة القدم المحترفة.كوم (الإنجليزية)